# راتشت أند كلانك:جونج كوماندو
راتشت أند كلانك:جونج كوماندو (بالإنجليزية: Ratchet & Clank: Going Commando)‏ ، هي لعبة فيديو إلكترونية نشرها شركة سوني كمبيوتر إنترتنمنت سنة 2003م.